# Io (astronomia)
Io è un satellite naturale di Giove, il più interno dei quattro satelliti medicei, il quarto satellite del sistema solare per dimensione e quello più denso di tutti. Il suo nome deriva da quello di Io, una delle molte amanti di Zeus secondo la mitologia greca.
Con oltre 300 vulcani attivi, Io è l'oggetto geologicamente più attivo del sistema solare. L'estrema attività geologica è il risultato del riscaldamento mareale dovuto all'attrito causato al suo interno da Giove e dagli altri satelliti galileani. Molti vulcani producono pennacchi di zolfo e diossido di zolfo che si elevano fino a 500 km sulla sua superficie. Questa è costellata di oltre 100 montagne che sono state sollevate dalla compressione della crosta di silicati, con alcuni di questi picchi che arrivano ad essere più alti dell'Everest. A differenza di molti satelliti del sistema solare esterno, che sono per lo più composti di ghiaccio d'acqua, Io è composto principalmente da rocce di silicati che circondano un nucleo di ferro o di solfuro di ferro fusi. La maggior parte della superficie di Io è composta da ampie piane ricoperte di zolfo e anidride solforosa congelata.
Il vulcanismo su Io è responsabile di molte delle sue caratteristiche. Le colate laviche hanno prodotto grandi cambiamenti superficiali e dipinto la superficie in varie tonalità di colore giallo, rosso, bianco, nero, verde, in gran parte dovuti ai diversi allotropi e composti di zolfo. Numerose colate laviche di oltre 500 km di lunghezza, segnano la superficie di Io, e i materiali prodotti dal vulcanismo hanno costituito una sottile atmosfera a chiazze, ed hanno anche creato un toro di plasma attorno a Giove.
Io ha svolto un ruolo significativo nello sviluppo dell'astronomia nel XVII e XVIII secolo: scoperto nel 1610 da Galileo Galilei, assieme agli altri satelliti galileiani, il suo studio favorì l'adozione del modello copernicano del sistema solare, allo sviluppo delle leggi di Keplero sul moto dei pianeti, e servì per una prima stima della velocità della luce. Dalla Terra, Io è rimasto solo un punto di luce fino alla fine del XIX secolo, quando divenne possibile risolvere le sue caratteristiche superficiali di dimensioni maggiori, come ad esempio le regioni polari rosso scure e le brillanti zone equatoriali. Nel 1979, le due sonde Voyager rivelarono l'attività geologica di Io, dotato di numerose formazioni vulcaniche, grandi montagne, e una superficie giovane priva di crateri da impatto. La sonda Galileo effettuò diversi passaggi ravvicinati tra gli anni novanta e l'inizio del XXI secolo, ottenendo dati sulla struttura interna e sulla composizione di Io, rivelando il rapporto tra Io e la magnetosfera di Giove e l'esistenza di una cintura di radiazioni centrata sull'orbita della luna. Io riceve circa 3600 rem (36 Sv) di radiazione al giorno.
Ulteriori osservazioni furono eseguite dalla sonda Cassini-Huygens nel 2000 e dalla New Horizons nel 2007, e man mano che la tecnologia per l'osservazione progrediva, da telescopi terrestri e dal telescopio spaziale Hubble.

## Storia delle osservazioni

### Scoperta e denominazione

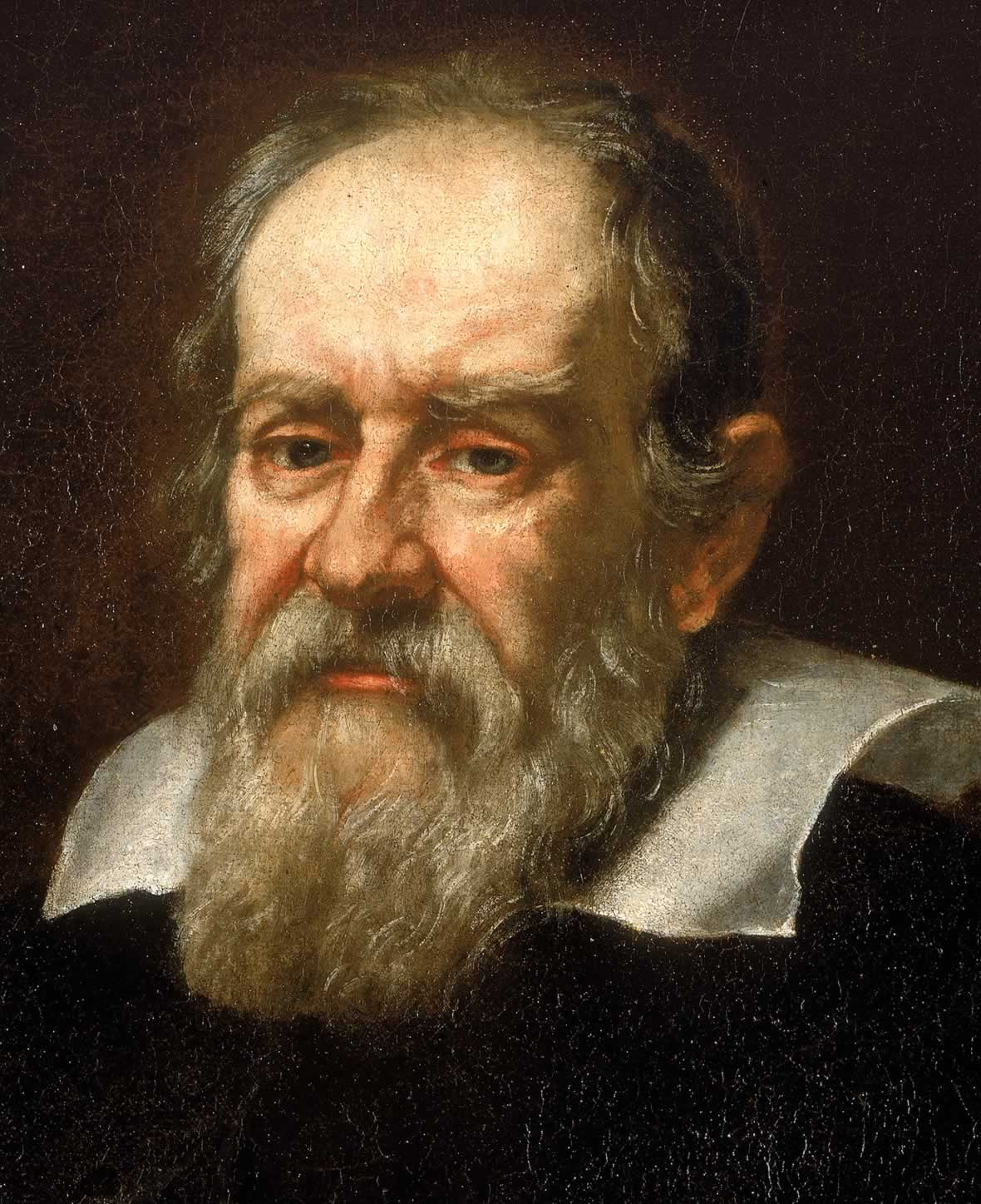
Galileo, lo scopritore di Io

La prima osservazione riportata di Io è stata fatta da Galileo Galilei il 7 gennaio 1610 con un telescopio rifrattore a 20 ingrandimenti presso l'Università di Padova. Tuttavia, in questa osservazione, Galileo potrebbe non essere riuscito a "separare" Io ed Europa a causa della bassa potenza del suo telescopio, così le due lune furono registrate come un singolo punto di luce. Io e Europa furono visti separatamente per la prima volta durante le osservazioni di Galileo del sistema di Giove il giorno seguente, l'8 gennaio 1610 (data di scoperta per Io della IAU). La scoperta di Io e degli altri satelliti di Giove da parte di Galileo furono pubblicati nel Sidereus Nuncius, nel marzo 1610. Nel suo Mundus Jovialis, pubblicato nel 1614, Simon Marius affermò di aver scoperto Io e le altre lune gioviane nel 1609, una settimana prima della scoperta di Galileo. Galileo dubitò di questa affermazione e respinse il lavoro di Marius accusandolo di plagio. In ogni caso, la prima osservazione di Marius avvenne il 29 dicembre 1609 del calendario giuliano, che equivale all'8 gennaio 1610 del calendario gregoriano, utilizzato da Galileo, che quindi scoprì certamente le lune gioviane prima di Marius.
Il nome Io, assieme a diversi altri, fu suggerito da Simon Marius nel 1614 − qualche anno dopo la scoperta del satellite da parte di Galileo − nel trattato di astronomia "Mundus Iovialis anno MDCIX Detectus Ope Perspicilli Belgici", ma sia questo nome che quelli proposti per gli altri satelliti galileiani caddero ben presto in disuso e non furono più utilizzati fino alla metà del XX secolo. In gran parte della letteratura astronomica del periodo precedente Io era indicato con la designazione numerica (un sistema introdotto dallo stesso Galileo) di Giove I oppure, semplicemente, come «il primo satellite di Giove».

### Dalla scoperta all'era spaziale

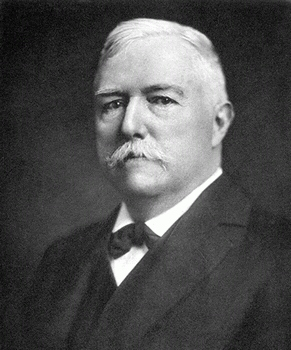
Edward Emerson Barnard osservò le differenze tra le regioni equatoriali e polari.

Per i successivi due secoli e mezzo, Io rimase un irrisolto punto di luce di 5° grandezza nei telescopi dell'epoca. Nel corso del XVII secolo, Io e gli altri satelliti galileiani servirono per diversi scopi, come quello di determinare la longitudine, per convalidare la terza legge di Keplero sul moto planetario, e per la determinazione del tempo necessario per la luce nel viaggiare tra Giove e la Terra. Sulla base di effemeridi prodotte dall'astronomo Giovanni Cassini ed altri, Pierre-Simon Laplace creò una teoria matematica per spiegare le orbite in risonanza di Io, Europa e Ganimede. Successivamente questa risonanza fu indicata essere causa di effetti profondi sulle geologie delle tre lune.
Il miglioramento della capacità risolutiva dei telescopi, tra la fine del XIX e l'inizio del XX secolo permise agli astronomi di risolvere le caratteristiche superficiali di maggiori dimensioni di Io. Nel 1890, Edward E. Barnard fu il primo ad osservare le variazioni di luminosità di Io nelle regioni equatoriali e polari, stabilendo che questo avveniva a causa delle differenze di colore e albedo tra le due regioni, e non a causa della forma di uovo di Io, come proposto a suo tempo dall'astronomo William Pickering, e che non erano due oggetti separati, come inizialmente aveva proposto Barnard. Osservazioni successive confermarono la differenza di colore delle regioni polari (rosso-marrone) rispetto a quelle equatoriali (giallo-bianche].
Osservazioni telescopiche della metà del XX secolo, suggerirono la natura insolita di Io. Osservazioni spettroscopiche indicarono che la superficie di Io era priva di ghiaccio d'acqua (sostanza abbondante negli altri satelliti galileiani). Le stesse osservazioni suggerirono una superficie dominata da composti di sodio e zolfo evaporati. Osservazioni radiotelescopiche hanno rivelato l'influenza di Io sulla magnetosfera di Giove, come hanno dimostrato alcune esplosioni legate al periodo orbitale di Io.

### Missioni spaziali

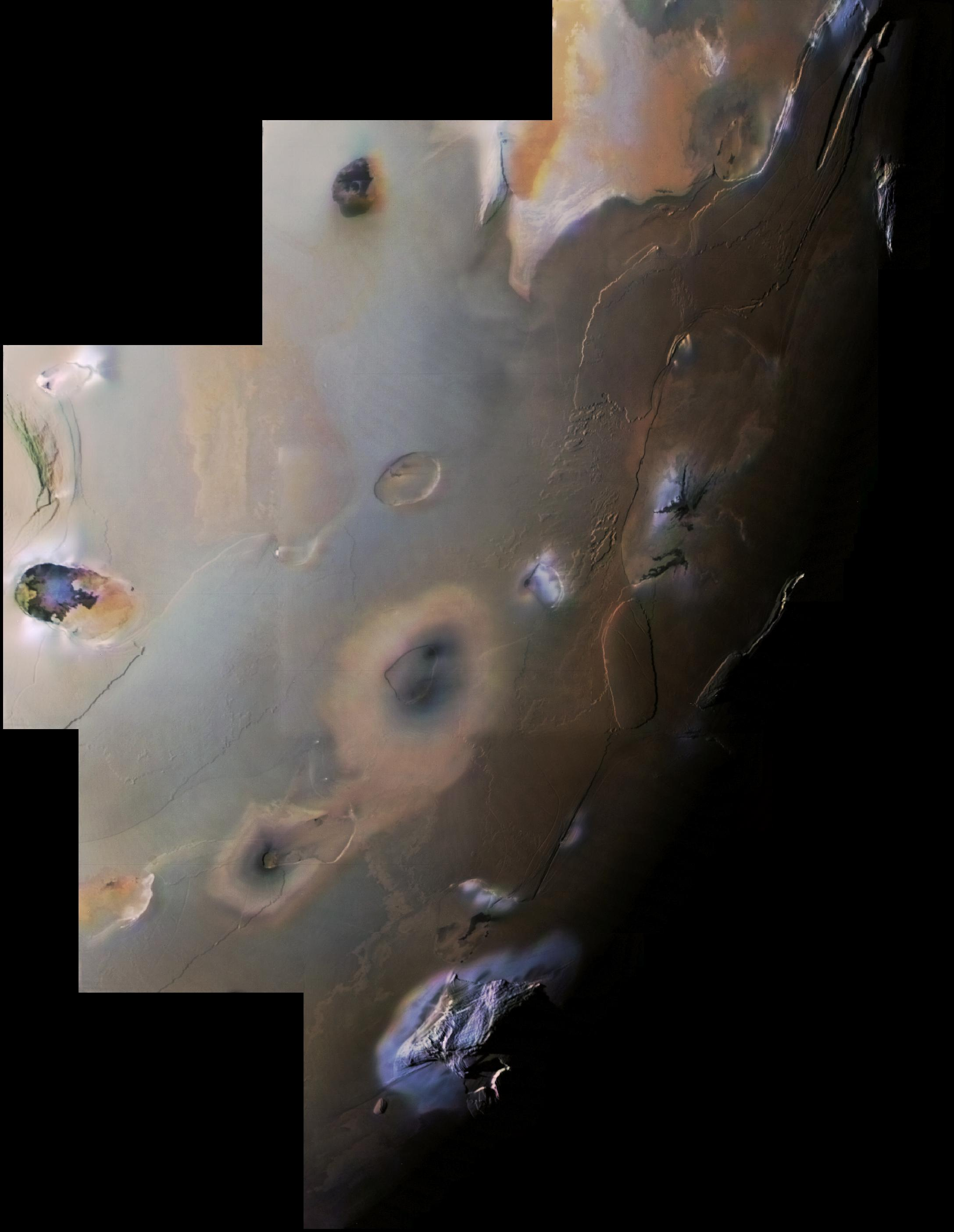
Un mosaico di immagini della Voyager 1 che mostra la regione polare sud.

Le prime sonde a passare vicino a Io furono le gemelle Pioneer 10 e Pioneer 11 rispettivamente il 3 dicembre 1973 ed il 2 dicembre 1974. La tracciatura radio fornì una più accurata stima della massa di Io e delle sue dimensioni, suggerendo che esso abbia la più alta densità tra i quattro satelliti galileiani e che sia composto prevalentemente di rocce silicee e non di ghiaccio d'acqua.
Le due sonde Pioneer rivelarono anche la presenza di una sottile atmosfera e di una intensa fascia di radiazioni attorno all'orbita di Io. Le fotocamere a bordo della Pioneer 11 riuscirono anche a scattare una buona immagine della regione del polo nord. La Pioneer 10 doveva scattare immagini ravvicinate durante il suo sorvolo, ma le fotografie andarono perdute a causa dell'intenso campo di radiazioni.
Dotate di tecnologia più avanzata, le sonde Voyager 1 e Voyager 2 nel 1979 catturarono immagini più dettagliate delle Pioneer: la Voyager 1 rivelò pennacchi che salivano da una superficie relativamente giovane e caratterizzata da piane di colate laviche e montagne più alte dell'Everest, dimostrando che Io era geologicamente attivo. La Voyager 2, che passò 4 mesi dopo, confermò che tutti i vulcani osservati dalla Voyager 1 erano ancora attivi, tranne Pele e che durante l'intervallo di tempo tra il passaggio delle due sonde erano avvenuti diversi cambiamenti sulla superficie.

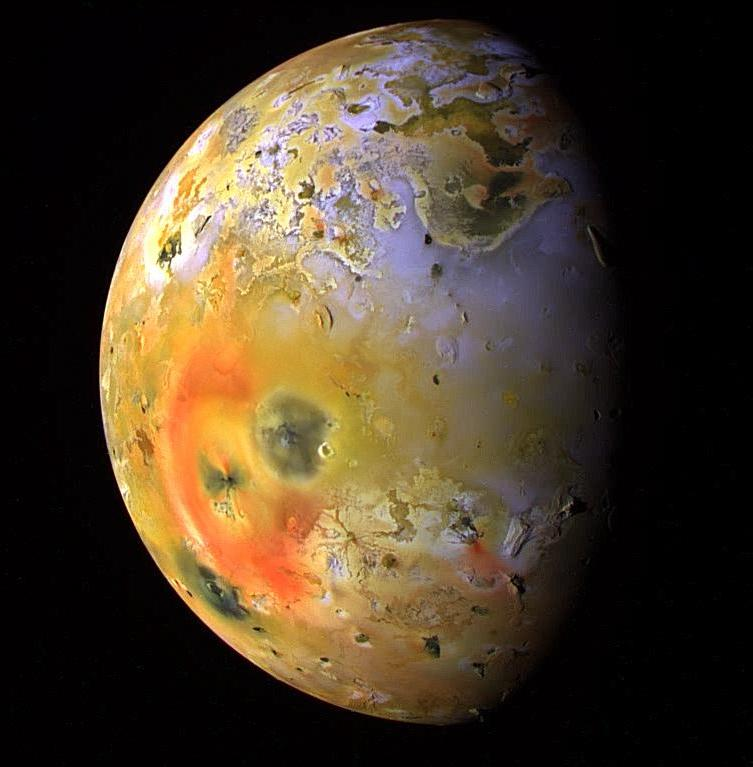
Immagine ripresa dalla sonda Galileo che mostra una macchia scura prodotta da una grande eruzione a Pillan Patera nel 1997

La sonda Galileo, destinata allo studio del sistema gioviano, nonostante alcuni malfunzionamenti causati in parte dalle radiazioni provenienti da Giove riportò risultati significativi, scoprendo che Io ha, come i pianeti maggiori, un nucleo ferroso. Osservò nei suoi sorvoli ravvicinati diverse eruzioni vulcaniche e scoprì che il magma era composto di silicati ricchi di magnesio, comuni nella roccia magmatica femica e ultrafemica.
La Cassini e la New Horizons hanno monitorato il vulcanismo di Io nei loro viaggi diretti rispettivamente verso Saturno e Plutone, La New Horizons catturò anche immagini nei pressi di Girru Patera nelle prime fasi di un'eruzione, e diverse altre eruzioni avvenute dai tempi della Galileo. Juno, arrivata nel 2016 nel sistema gioviano con l'obiettivo principale di studiare il campo magnetico di Giove, monitorerà anch'essa l'attività vulcanica di Io con lo spettrometro nel vicino infrarosso.
L'ESA ha progettato una missione verso Giove chiamata Jupiter Icy Moons Explorer, lanciata nel 2023 che arriverebbe nel sistema gioviano nel 2031. Nonostante sia destinata allo studio delle altre 3 lune principali di Giove, potrà comunque monitorare l'attività vulcanica di Io. Un progetto a basso costo con destinazione Io è la proposta della NASA denominata Io Volcano Observer (IVO), una sonda che effettuerebbe diversi sorvoli ravvicinati di Io e che potrebbe essere pronta nel 2029.
Secondo uno studio internazionale pubblicato dalla rivista Nature nel 2024, sul satellite Io non esisterebbe alcun oceano di magma malgrado l'elevato numero di vulcani e l'interazione mareale con Giove, come lasciavano pensare i dati storici della missione Galileo. Gli scienziati hanno utilizzato i dati provenienti da due recenti sorvoli della sonda Juno e hanno affermato che sotto la superficie di Io esiste un mantello "quasi" solido e non un oceano di magma come si pensava in precedenza.

## Parametri orbitali

La risonanza di Laplace tra Io, Europa e Ganimede.

Io è il più interno dei satelliti galileiani, posizionato tra Tebe e Europa ed è il quinto satellite che si incontra a partire dall'interno. Io orbita intorno a Giove ad una distanza di 421800 km dal centro del pianeta e a 350000 km dalla sommità delle sue nubi; impiega 42,456 ore per completare la sua orbita, il che implica che una buona parte del suo movimento può essere rilevata durante una singola notte di osservazioni. È in risonanza orbitale 2:1 con Europa e 4:1 con Ganimede. Questa risonanza contribuisce a stabilizzare l'eccentricità orbitale di 0,0041 che a sua volta costituisce la fonte principale di calore per la sua attività geologica. Senza questa eccentricità, l'orbita di Io sarebbe circolare, riducendo così la sua attività geologica in seguito alla stabilizzazione mareale.
Come gli altri satelliti di Giove e la Luna terrestre, la rotazione di Io è in sincronia con il suo periodo orbitale e pertanto il satellite mostra sempre la stessa faccia a Giove. Questa sincronia è utilizzata anche nella definizione del sistema longitudinale del satellite. Il meridiano fondamentale di Io interseca i due poli nord e sud e l'equatore nel punto sub-gioviano; tuttavia non è ancora stata identificata nessuna caratteristica superficiale da assegnare come riferimento univoco per questo meridiano. Il lato rivolto verso il pianeta viene detto emisfero sub-gioviano, mentre il lato opposto viene chiamato emisfero anti-gioviano. Inoltre viene definito come emisfero anteriore il lato rivolto nella direzione del moto e emisfero posteriore quello volto nella direzione opposta.

## Interazioni con il campo magnetico di Giove

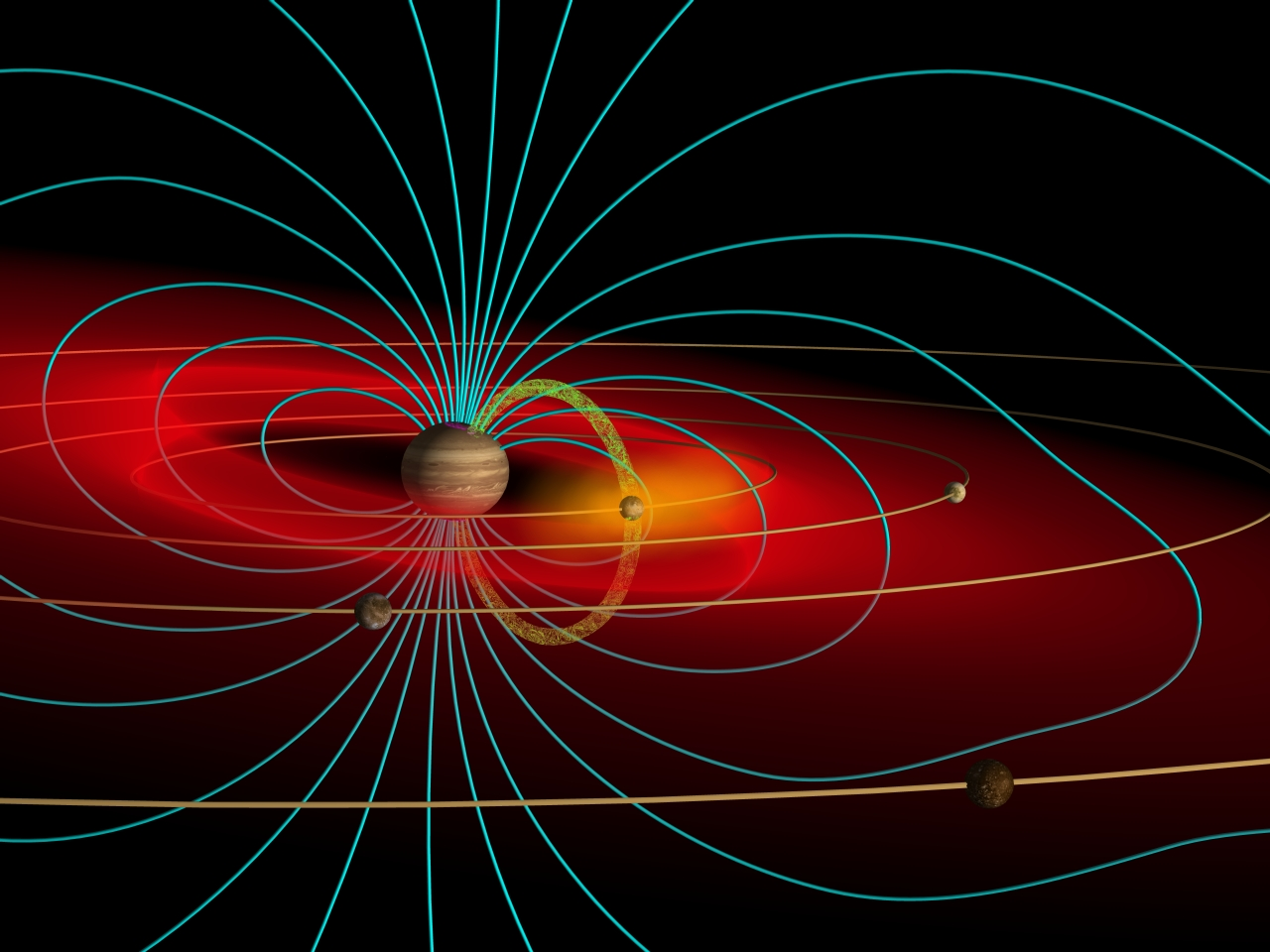
Lo schema della magnetosfera di Giove che mostra il toro di plasma (in rosso), il sodio neutro che circonda Io (in giallo), il tubo di flusso di Io (in verde), e le linee del campo magnetico (in blu).

Io gioca un ruolo significativo nel modellare il campo magnetico gioviano, agendo come un generatore elettrico che può sviluppare una corrente elettrica di 3 milioni di ampere, rilasciando ioni che rendono il campo magnetico di Giove due volte più grande di quello che sarebbe senza la presenza di Io. La magnetosfera di Giove investe i gas e le polveri della sottile atmosfera di Io ad una velocità di 1 tonnellata al secondo. Questo materiale, proveniente dall'attività vulcanica di Io, è in gran parte composto da zolfo ionizzato e atomico, ossigeno e cloro. La materia, a seconda della sua composizione e ionizzazione, confluisce in diverse nubi neutre (non ionizzate) e in fasce di radiazione della magnetosfera di Giove e, in alcuni casi, vengono espulse dal sistema gioviano. Durante un incontro con Giove avvenuto nel 1992, la sonda Ulysses rivelò che un flusso di particelle delle dimensioni di 10 μm era stato espulso dal sistema gioviano, e che le particelle di polvere, che viaggiavano alla velocità di diversi chilometri al secondo, erano principalmente composte da cloruro di sodio. La sonda Galileo dimostrò che questi flussi di polvere provengono da Io, anche se non è chiaro come essa si formi.
Il materiale che sfugge dall'attrazione gravitazionale di Io va a formare un toro di plasma che si divide sostanzialmente in tre parti: la parte esterna, più calda, si trova appena fuori dell'orbita di Io; più internamente si trova una estesa composta da materiali neutri e da plasma in raffreddamento, situata a circa la stessa distanza di Io da Giove, mentre la parte interna del toro è quella più "fredda", composta da particelle che stanno lentamente spiraleggiando verso Giove.
L'interazione tra l'atmosfera di Io, il campo magnetico di Giove e le nubi delle regioni polari del gigante gassoso producono una corrente elettrica conosciuta come tubo di flusso di Io, che genera aurore sia nelle regioni polari di Giove che nell'atmosfera di Io. L'influenza di Io ha una forte ripercussione anche sulle emissioni radio provenienti da Giove e dirette verso la Terra: quando infatti Io è visibile dal nostro pianeta, i segnali radio aumentano considerevolmente.

## Struttura interna

La struttura interna di Io.

A differenza della maggior parte dei satelliti del sistema solare esterno, composti prevalentemente da un mix di ghiaccio d'acqua e silicati, Io sembra presentare una composizione analoga a quella dei pianeti terrestri, composti in prevalenza di rocce silicee fuse.
Io ha una densità di 3,5275 g/cm³, più alta di qualsiasi luna del sistema solare e significativamente più elevata rispetto a quella degli altri satelliti galileiani e superiore alla densità della Luna. I modelli di Io basati sulle misurazioni delle Voyager e della Galileo suggeriscono che il suo interno è differenziato tra una crosta e un mantello ricchi di silicati un nucleo di ferro o di ferro e zolfo fusi. Il nucleo di Io costituisce circa il 20% della sua massa totale e, a seconda della quantità di zolfo presente, il nucleo ha un raggio compreso tra 350 e 650 km se fosse composto quasi interamente da ferro, o tra 550 e 900 km per un nucleo costituito da una miscela di ferro e zolfo. Il magnetometro della Galileo non è riuscito a rilevare un campo magnetico interno, intrinseco ad Io, suggerendo che il nucleo non è convettivo.
I modelli dell'interno di Io suggeriscono che il mantello è composto da almeno il 75% da forsterite, minerale ricco di magnesio, e abbia una composizione simile a quella delle meteoriti, in particolare a quelle delle condriti L e LL, con un contenuto di ferro più alto (rispetto al silicio) della Terra e della Luna, anche se inferiore a quello di Marte.
Su Io è stato osservato un flusso di calore che suggerisce che il 10-20% del mantello potrebbe essere allo stato fuso. Una rianalisi dei dati del magnetometro della Galileo del 2009 rivelarono finalmente la presenza di un campo magnetico indotto di Io, che si spiegherebbe con la presenza di un oceano di magma dello spessore di 50 km sotto la superficie, che equivale a circa il 10% del mantello di Io, e la cui temperatura si aggira sui 1200 °C. Ulteriori analisi pubblicate nel 2011 sembravano confermare la presenza di questo oceano di magma, tuttavia uno studio pubblicato nel 2024 e basato su sorvoli della sonda Juno hanno smentito questa ipotesi.
La litosfera di Io, composta da basalto e zolfo depositati dall'esteso vulcanismo presente in superficie, è di almeno 12 km di spessore, e probabilmente non più di 40 km.

### Riscaldamento mareale

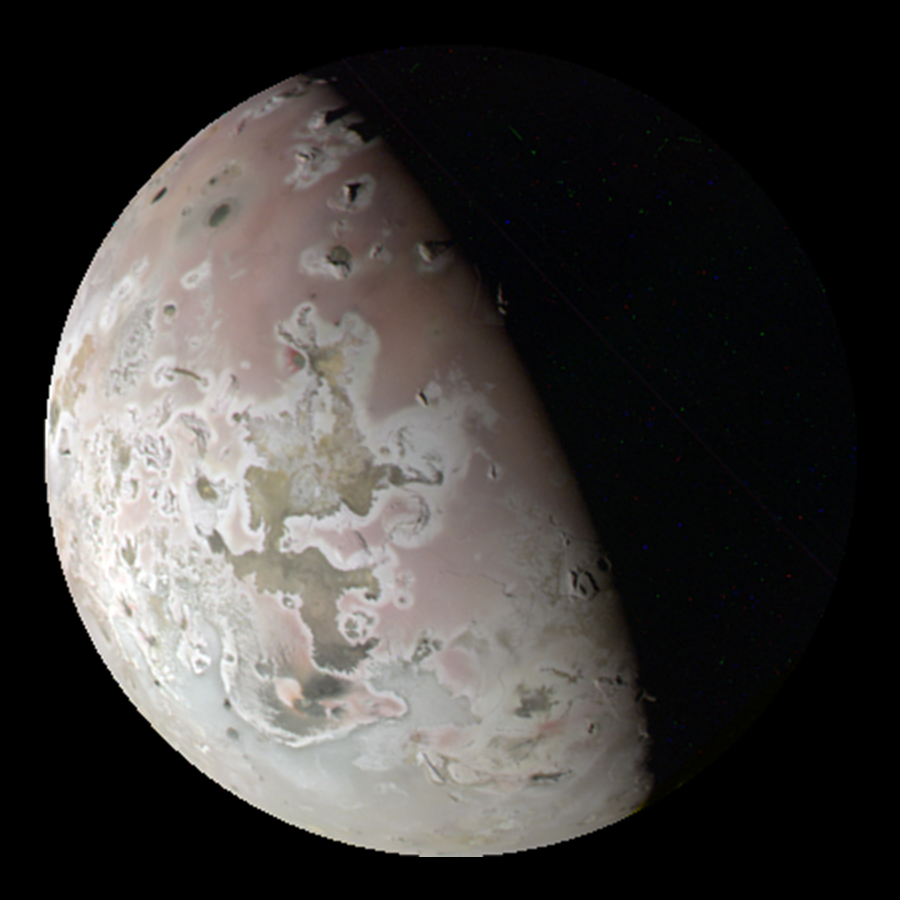
Io fotografato il 15 ottobre 2023 dalla sonda Juno da una distanza d 11.680 km. Nel febbraio 2024 la sonda della NASA sorvolerà Io ad appena 1500 km dalla superficie..

A differenza di quanto avviene per la Terra e la Luna, la principale fonte di calore interno di Io non è causata dal decadimento degli isotopi ma dalle forze mareali di Giove e dalla risonanza orbitale con Europa e Ganimede. Tale riscaldamento dipende dalla distanza di Io da Giove, dalla sua eccentricità orbitale, dalla composizione del nucleo e dal suo stato fisico. La sua risonanza con Europa e Ganimede mantiene invariata nel tempo l'eccentricità di Io ed impedisce che la dissipazione mareale al suo interno circolarizzi l'orbita. La risonanza orbitale aiuta anche a mantenere immutata la distanza di Io da Giove; se essa non fosse presente Io inizierebbe lentamente a spiraleggiare verso l'esterno del pianeta madre. La quantità di energia prodotta dall'attrito mareale all'interno di Io è fino a 200 volte superiore a quella ottenuta unicamente dal decadimento radioattivo e scioglie una quantità significativa del mantello e del nucleo di Io. Questo calore viene rilasciato sotto forma di attività vulcanica, generando l'alto flusso di calore osservato (da 0,6 a 1,6×1014 W su Io. Tutti i modelli relativi alla sua orbita suggeriscono che la quantità di riscaldamento mareale all'interno di Io cambia con il tempo, tuttavia, la quantità attuale di dissipazione mareale è in linea con il flusso di calore effettivamente osservato, inoltre tutti i modelli di riscaldamento mareale e di convezione non prevedono profili coerenti che comprendano simultaneamente la dissipazione mareale e la convezione del mantello per trasportare il calore in superficie.

## Superficie
Sulla base dell'esperienza avuta dall'esplorazione delle antiche superfici della Luna, di Marte e di Mercurio, gli scienziati si aspettavano di trovare numerosi crateri da impatto sulla superficie di Io nelle prime immagini della Voyager 1. La densità dei crateri da impatto sulla superficie di Io avrebbe dato indizi sulla sua età. Tuttavia, gli astronomi furono sorpresi nel scoprire che la superficie era quasi del tutto priva di crateri da impatto, ma era invece costellata di pianure lisce e alte montagne, con caldere di varie forme e dimensioni, e colate laviche. A differenza della maggior parte dei mondi osservati fino a quel momento, la superficie di Io era ricoperta di una grande varietà di materiali colorati (in particolare di varie tonalità dell'arancione) da vari composti solforosi. La mancanza di crateri da impatto ha indicato che la superficie di Io è geologicamente giovane, come la superficie terrestre; i materiali vulcanici coprono continuamente i crateri quando questi si producono. La conferma si ebbe con la scoperta di almeno nove vulcani attivi da parte della Voyager 1.
La caratteristica più evidente ed importante della superficie di Io è la presenza di numerosissimi vulcani attivi: ne sono stati identificati dalle varie sonde oltre 150 e, sulla base di queste osservazioni, si può stimare che siano presenti fino a 400 vulcani.

### Vulcanismo di Io

Eruzione vulcanica nella regione di Tvashtar ripresa dalla sonda New Horizons nel 2007.

Il riscaldamento mareale prodotto dalla forzata eccentricità orbitale di Io lo ha portato a diventare uno dei mondi più vulcanicamente attivi nel sistema solare, con centinaia di bocche vulcaniche e vaste colate di lava. Nel corso di una grande eruzione, possono essere prodotte colate di lava di decine o addirittura centinaia di chilometri, costituite per lo più da lave basaltiche di tipo femico o ultrafemico ricche di magnesio. Sottoprodotti di questa attività sono zolfo, anidride solforosa e silicati piroclastici (come la cenere), che vengono soffiati fino a 200 km di altezza, producendo grandi pennacchi a forma di ombrello e colorando il terreno circostante di rosso, nero e bianco, creando l'atmosfera chiazzata di Io. Alcuni dei pennacchi vulcanici di Io sono stati visti estendersi per oltre 500 km al di sopra della superficie prima di ricadere, con il materiale espulso che può raggiungere la velocità di circa 1 km/s, creando anelli rossi di oltre 1000 km di diametro.
La superficie di Io è costellata di depressioni di origine vulcanica note come paterae, che sono generalmente piane e delimitate da pareti scoscese. Queste caratteristiche le fanno assomigliare alle caldere terrestri, ma non è noto se si formino allo stesso modo, cioè per il crollo della camera di lava vuota. A differenza di caratteristiche simili sulla Terra e Marte, queste depressioni generalmente non si trovano nei picchi dei vulcani a scudo e sono normalmente più grandi, con un diametro medio di 41 km, con la più grande, Loki Patera, che ha un diametro di 202 km. Qualunque sia il meccanismo di formazione, la morfologia e la distribuzione di molti paterae suggeriscono che queste formazioni siano strutturalmente controllate, per lo più delimitate da faglie o montagne. Le paterae sono spesso sede di eruzioni vulcaniche, che si manifestano sia come colate laviche, che si diffondono nelle piane delle paterae, come nel caso di un'eruzione a Gish Bar Patera nel 2001, sia come laghi di lava. I laghi lava possono avere una crosta lavica in continuo rovesciamento, come nel caso di Pele, oppure esserlo solo episodicamente, come nel caso di Loki.
L'analisi delle immagini della Voyager portò gli scienziati a credere che le colate laviche fossero composte principalmente di vari composti dello zolfo fuso. Tuttavia, studi successivi agli infrarossi e le misure della sonda Galileo indicano che queste erano composte da lava basaltica. Questa ipotesi si basa sulle misure della temperatura dei "punti caldi" di Io, che suggeriscono temperature di almeno 1300 K con punti fino a 1600 K. Le stime iniziali suggerirono temperature vicine ai 2000 K, ma erano sovrastimate perché erano errati i modelli termici usati.
Durante il sorvolo del 27 dicembre 2024, la sonda Juno tramite la fotocamera a infrarossi Jiram dell'Agenzia spaziale italiana, ha catturato la più estesa eruzione vulcanica mai osservata sulla superficie di Io. La caratteristica, ancora senza nome a inizio 2025, si estende per 100000 km², vale a dire cinque volte l'estensione di Loki Patera.

### Altre formazioni
Oltre agli edifici vulcanici la superficie di Io ospita alte montagne la cui genesi non è ancora ben compresa, numerosi laghi di zolfo fuso, caldere vulcaniche profonde anche chilometri ed estese colate, lunghe anche centinaia di chilometri, di fluidi a bassa viscosità (forse qualche forma di zolfo o silicati fusi). Lo zolfo ed i suoi composti presentano una grande varietà di colori e sono responsabili della colorazione inusuale di Io. Alcune ipotesi sostengono che le montagne potrebbero essere degli enormi plutoni affiorati in superficie in seguito alle continue spinte tettoniche derivanti dalla fuoriuscita di lava dai principali centri vulcanici.

### Montagne

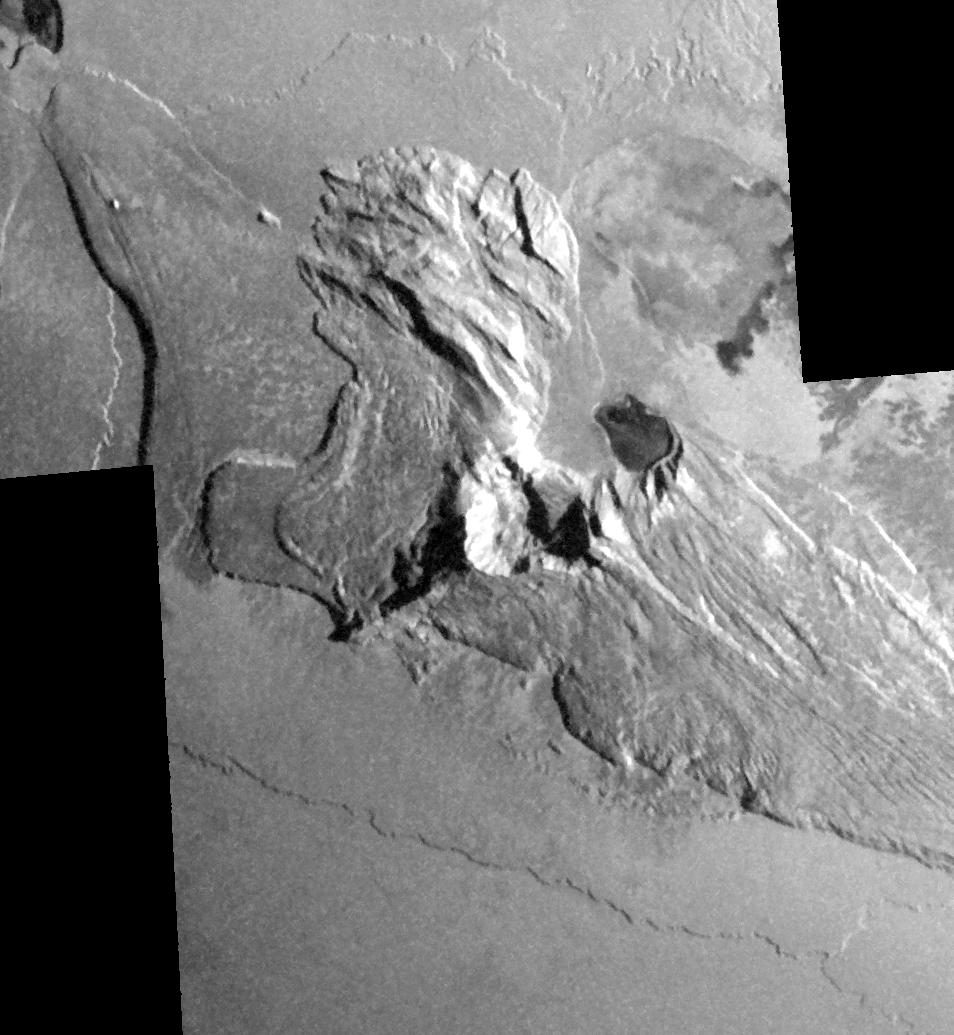
Il Tohil Mons, una montagna di Io alta oltre 5 km, ripresa dalla sonda Galileo.

La superficie di Io è costellata da oltre un centinaio di montagne che si sono sollevate a causa delle enormi compressioni che si verificano alla base della sua crosta di silicati. Alcuni di questi picchi sono più alti del Monte Everest terrestre.
Su Io si contano tra 100 e 150 montagne con un'altezza media di circa 6 km, ma con un massimo di 17,5 km. Le montagne appaiono come grandi e isolate strutture, lunghe in media 157 km. Queste dimensioni richiedono una struttura basata su robuste rocce silicee e non a base di zolfo.
Nonostante l'intenso vulcanismo che dà ad Io il suo caratteristico aspetto le montagne sembrano di origine tettonica, originate dalle forze compressive alla base della sua litosfera che provocano l'innalzamento della sua crosta attraverso un processo di fagliazione inversa. Gli stress compressivi che portano alla formazione dei rilievi sono il risultato della subsidenza del materiale vulcanico che viene continuamente emesso. La distribuzione globale della presenza dei rilievi appare opposta a quella dei vulcani; le montagne dominano nelle aree a scarsa densità vulcanica e viceversa. Questo suggerisce che nella litosfera di Io vi siano grandi regioni dove dominano le forze compressive, che portano alla formazione di rilievi, o quelle estensive, che portano alla formazione di pateræ. Tuttavia in taluni punti i monti e le pateræ arrivano a toccarsi, suggerendo che il magma abbia sfruttato le fratture innescatesi durante la formazione dei rilievi per raggiungere la superficie.
Le montagne di Io non hanno le caratteristiche tipiche dei vulcani e, sebbene molti siano ancora i dubbi sulla loro formazione, forniscono interessanti indicazioni sull'entità dello spessore crostale che le contiene. Per essere in grado di contenere le profonde radici di questi rilievi si è stimato uno spessore della crosta non inferiore a 30 km. I più importanti rilievi sono i Boösaule Montes (17,5 km d'altezza), gli Euboea Montes (13,4 km), lo Ionian Mons (12,7 km), gli Hi'iaka Montes (11,1 km) e gli Haemus Montes (10,8 km). Sembra che gli Euboea Montes si siano formati per l'innalzamento di un enorme plutone poi inclinatosi di circa 6 gradi. Questa inclinazione avrebbe poi favorito la formazione di frane sul loro versante settentrionale anche grazie alla continua erosione causata dalla sublimazione di biossido di zolfo durante le ore diurne.

### Lave

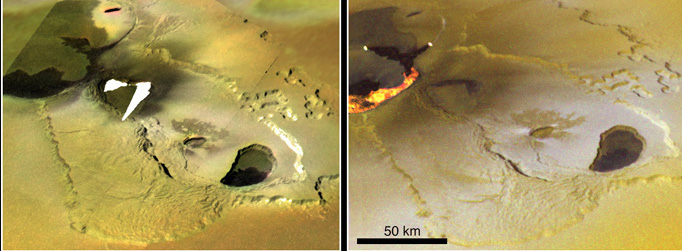
Eruzione vulcanica ripresa dalla sonda Galileo: le due foto hanno una differenza temporale di 3 mesi

Io ha dei vulcani che emettono gas tossici a oltre 280 km dalla superficie. L'analisi dei dati spettroscopici e delle immagini inviate a Terra dalle sonde Voyager verso la fine degli anni settanta del XX secolo portò a concludere che le colate di lava sulla superficie di Io erano composte da vari derivati dello zolfo fuso. 
Osservazioni successive, condotte dalla Terra nella banda dell'infrarosso, hanno rivelato che esse sono troppo calde per essere costituite da zolfo liquido
Un'ipotesi è che le lave di Io siano composte di rocce silicee fuse con composizione che può variare dal basalto alla komatiite. Recenti osservazioni condotte col Telescopio spaziale Hubble indicano che il materiale potrebbe essere ricco di sodio.
Non è escluso che le diverse regioni di Io possano essere caratterizzate dalla presenza di differenti materiali. Il 12 maggio 2011 viene pubblicato uno studio di ricercatori dell'Università della California a Los Angeles, dell'Università della California a Santa Cruz e dell'Università del Michigan ad Ann Arbor, basato sui dati trasmessi dalla sonda Galileo, che dimostra la presenza di un "oceano" di magma fuso o parzialmente fuso.

### Acqua
A differenza delle altre lune galileiane, Io non possiede praticamente acqua anche se non viene escluso che essa possa esistere in profondità ma non viene rilevata spettroscopicamente a causa della sua instabilità superficiale. Diverse possono essere le ipotesi sull'argomento. Una è probabilmente il calore eccessivo causato da Giove, che durante la formazione del satellite lo surriscaldò a tal punto da espellere tutti gli elementi volatili, acqua compresa, che nei primi milioni di anni di vita era probabilmente abbondante. Altre cause, non giudicate però particolarmente efficaci per la perdita d'acqua di Io, sono la fuga termica, la fotolisi e l'interazione tra particelle cariche, mentre esperimenti di laboratorio hanno dimostrato che piuttosto efficace per la perdita del ghiaccio d'acqua risulta essere la polverizzazione catodica. Anche gli impatti meteorici potrebbero aver contribuito alla vaporizzazione dell'acqua su Io.

## Atmosfera

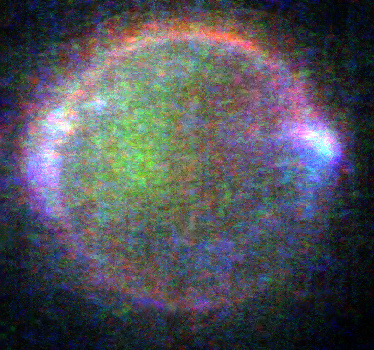
Un'aurora nell'alta atmosfera di Io in un'immagine ripresa dalla Galileo quando Io era in eclissi. I colori differenti rappresentano l'emissione di diversi componenti dell'atmosfera: il verde il sodio, il rosso l'ossigeno e il blu i gas vulcanici come l'anidride solforosa.

Io possiede una sottile atmosfera, composta principalmente da diossido di zolfo (SO2) con minori percentuali di monossido di zolfo (SO), cloruro sodico (NaCl), zolfo atomico e ossigeno. L'atmosfera è fortemente influenzata dalle radiazioni presenti nella magnetosfera di Giove, che la depredano costantemente dei suoi costituenti, e dagli episodi di vulcanismo sulla luna, che contribuiscono a ricostituirla. Presenta una struttura non uniforme, con una densità maggiore in corrispondenza dell'equatore, dove la superficie è più calda e dove sono collocati i principali coni vulcanici; qui si concentrano anche i principali fenomeni atmosferici. I più evidenti dalla Terra sono le aurore (che su Io sono quindi equatoriali e non polari).
L'atmosfera mostra variazioni significative nella densità e nella temperatura in funzione dell'ora del giorno, della latitudine, dell'attività vulcanica e della brina superficiale. La pressione massima varia tra 3,3×10−5 e 3×10−4 Pa (pari rispettivamente a 0,3×103 nbar) osservate nell'emisfero opposto a Giove e lungo l'equatore, soprattutto nel primo pomeriggio quando la temperatura della superficie raggiunge il suo picco massimo. Nei pennacchi vulcanici sono stati osservati anche picchi localizzati con pressioni tra 5×10−4 e 40×10−4 Pa (da 5 a 40 nbar).
La pressione raggiunge invece i valori minimi durante la notte, quando scende a punte comprese tra 0,1×10−7 e 1×10−7 Pa (tra 0,0001×100,001 nbar).
La temperatura dell'atmosfera oscilla tra quella della superficie alle basse altitudini, dove il vapore del biossido di zolfo è in equilibrio con la sua brina superficiale, fino ai 1800 K alle grandi altitudini dove il sottile spessore atmosferico permette il riscaldamento generato dal toro di plasma e dall'effetto Joule del flusso magnetico.
La bassa pressione limita gli effetti dell'atmosfera sulla superficie, eccetto per la ridistribuzione temporanea del biossido di zolfo da aree ricche di brina a zone povere e dell'espansione delle dimensioni degli anelli di deposito del materiale dei pennacchi quando esso rientra nella più densa atmosfera del lato illuminato.
Un'atmosfera sottile implica anche che eventuali futuri moduli di atterraggio di sonde spaziali non necessiteranno di scudi termici di protezione e richiederanno invece retrorazzi per garantire un atterraggio morbido. D'altra parte questo stesso spessore sottile implicherà la necessità di una più efficace schermatura dalle radiazioni provenienti da Giove che sarebbero invece attenuate da un'atmosfera più spessa. Tuttavia per il futuro prossimo probabilmente non sarà possibile atterrare su Io, per problematiche varie legate alla sua vicinanza a Giove (delta-v, radiazioni), mentre è molto più verosimile una missione con sorvoli ravvicinati multipli da una sonda in orbita attorno a Giove.

## Il cielo visto da Io
Nonostante la sua atmosfera sia estremamente sottile e il cielo generalmente nero, soprattutto dall'emisfero rivolto verso Giove la vista del cielo sarebbe spettacolare. Il gigante gassoso apparirebbe 40 volte più grande della Luna vista dalla Terra, e coprirebbe il 5% del cielo di Io. Data la scarsa inclinazione orbitale e le dimensioni apparenti di Giove, le eclissi di Sole sono la norma, Io infatti viene eclissato a ogni orbita, vale a dire ogni 1,77 giorni. All'inizio e alla fine delle eclissi sono visibili i bordi colorati di Giove, con la luce solare che attraversa la sua atmosfera. Come mostrano immagini della sonda Galileo del 1998 e della New Horizons nel 2007, durante le eclissi numerose sono le luminescenze di diversi colori in superficie e diffuse nell'atmosfera. Alcune aree luminose sono vulcani in eruzione, che gettano gas e materiali fino a centinaia di chilometri di altezza, altri bagliori sono aurore generate dalla forte magnetosfera di Giove, altri ancora sono probabilmente causati dalle correnti elettriche generate dall'interazione del campo magnetico di Giove con l'atmosfera.
Durante la notte nell'emisfero rivolto a Giove, compaiono di frequente le ombre dello stesso Io e degli altri satelliti che transitano sul disco del pianeta, mentre sul lato non rivolto verso Giove, le eclissi di Sole possono essere causate dalle altre tre lune galileane; il Sole infatti a quella distanza ha un diametro apparente di poco più di 6', mentre Europa, Ganimede e anche Callisto da Io hanno un diametro apparente nettamente superiore.

## Io nella finzione
La più prossima a Giove delle lune galileane è stata diverse volte menzionata in opere fantascientifiche, sia letterarie che cinematografiche o televisive, e in alcuni casi Io è stato lo scenario principale sul quale si svolgeva la storia. Conosciuto per gli effetti mareali causati da Giove, dal 1979 è noto soprattutto per la sua attività vulcanica, descritta quindi da qualche autore dopo la scoperta.
In Lucky Starr e le lune di Giove, romanzo di Isaac Asimov del 1957, Io è lo scenario di un confronto fra Lucky e una spia siriana, mentre in Bio of a Space Tyrant - Volume 1 - Refugee (1983), romanzo di Piers Anthony, Io viene descritto come un pianeta infernale sul quale il protagonista arriva alla ricerca di uno scienziato.
Io è lo scenario principale di The Very Pulse of the Machine, romanzo breve di Michael Swanwick, tra l'altro vincitore nel 1999 del premio Hugo per il miglior racconto breve dove viene narrata la storia di un'astronauta che tenta di sopravvivere sulla luna gioviana dopo aver avuto un incidente col rover esplorativo. In Ilium, romanzo di Dan Simmons del 2003, il tubo di flusso magnetico di Io viene usato per iperaccelerare un'astronave per viaggiare in tutto il sistema solare.
Anche sul piccolo e grande schermo Io è stato spesso menzionato oppure è lo scenario nel quale si svolge la trama, come nel film Atmosfera zero del 1981, diretto da Peter Hyams e interpretato da Sean Connery, che nel film è uno sceriffo che deve indagare su alcune morti misteriose avvenute nelle miniere di titanio presenti sotto la superficie. Nella miniserie britannica Space Odyssey: Voyage to the Planets, prodotta dalla BBC nel 2004, un'astronave di nome Pegasus parte per l'esplorazione del sistema solare ed Io è uno degli obiettivi della missione. Un'astronauta scende sulla superficie con una speciale tuta contro le radiazioni letali di Giove, che tuttavia non sarà sufficiente a proteggerla totalmente e la costringe ad interrompere l'attività extraveicolare prima del previsto, abbandonando alcuni degli esperimenti programmati precedentemente.
Nella serie fantascientifica Babylon 5, Io è sede di una colonia terrestre, seconda come dimensioni solo a quella di Marte. Nei pressi di Io è anche presente un "jumpgate", un portale collegato con la stazione spaziale Babylon 5, situata nel sistema di Epsilon Eridani.
Nel videogioco POD: Planet of Death (Ubisoft, 1997) un pianeta denominato Io viene colonizzato dall'umanità, ma a causa di un fungo mortale risvegliato accidentalmente diventa teatro di corse clandestine per potersi aggiudicare l'ultima navicella disponibile per l'evacuazione.
Nel videogioco Destiny 2 (Bungie, 2017) è uno dei pianeti giocabili. 
Nel film Io, prodotto da Netflix (2019), la luna di Giove è stata scelta come rifugio per gli uomini dopo che la Terra è divenuta inabitabile perché una sostanza tossica si è diffusa nell'aria. La colonia su Io, ad ogni modo, non viene mai mostrata nel film.
Nel manga One-Punch Man, Io fa da sfondo al combattimento tra Saitama e Garo (capitolo 171 del manga: I.O.).
Nella serie di romanzi The Expanse, scritta da James S. A. Corey, nel romanzo Caliban - La guerra, Io è il satellite su cui è insediata la base segreta della società Protogen per la sperimentazione di armi biologiche.

### Titoli generali
- (EN) George Forbes, History of Astronomy, Londra, Watts & Co., 1909.
- (EN) Albrecht Unsöld, The New Cosmos, New York, Springer-Verlag, 1969.
- H. L. Shipman, L'Universo inquieto. Guida all'osservazione a occhio nudo e con il telescopio. Introduzione all'astronomia, Bologna, Zanichelli, 1984, ISBN 88-08-03170-5.
- H. Reeves, L'evoluzione cosmica, Milano, Rizzoli–BUR, 2000, ISBN 88-17-25907-1.
- AA.VV, L'Universo - Grande enciclopedia dell'astronomia, Novara, De Agostini, 2002.
- J. Gribbin, Enciclopedia di astronomia e cosmologia, Milano, Garzanti, 2005, ISBN 88-11-50517-8.
- W. Owen, et al, Atlante illustrato dell'Universo, Milano, Il Viaggiatore, 2006, ISBN 88-365-3679-4.
- M. Rees, Universo. Dal big bang alla nascita dei pianeti. Dal sistema solare alle galassie più remote, Milano, Mondadori Electa, 2006,  p. 512.

### Titoli specifici

#### Sul sistema solare
- M. Hack, Alla scoperta del sistema solare, Milano, Mondadori Electa, 2003,  p. 264.
- (EN) Vari, Encyclopedia of the Solar System, Gruppo B, 2006,  p. 412, ISBN 0-12-088589-1.
- F. Biafore, In viaggio nel sistema solare. Un percorso nello spazio e nel tempo alla luce delle ultime scoperte, Gruppo B, 2008,  p. 146.

#### Su Giove e i satelliti
- (EN) A.G. Davies, Keszthelyi, L.P.; Harris, A.J.L., The thermal signature of volcanic eruptions on Io and Earth, in Journal of Volcanology and Geothermal Research, vol. 194, n. 4, 2010,  pp. 75-99, DOI:10.1016/j.jvolgeores.2010.04.009.
- (EN) Eric Burgess, By Jupiter: Odysseys to a Giant, New York, Columbia University Press, 1982, ISBN 0-231-05176-X.
- (EN) John H. Rogers, The galilean satellites, in The Giant Planet Jupiter, Cambridge, Cambridge University Press, 1995, ISBN 0-521-41008-8, OCLC 219591510. URL consultato il 7 maggio 2009.
- (EN) Reta Beebe, Jupiter: The Giant Planet, 2ª ed., Washington, Smithsonian Institute Press, 1996, ISBN 1-56098-685-9.
- (EN) AA.VV., The New Solar System, a cura di Kelly J. Beatty; Carolyn Collins Peterson; Andrew Chaiki, 4ª ed., Massachusetts, Sky Publishing Corporation, 1999, ISBN 0-933346-86-7, OCLC 39464951.
- (EN) D. C. Jewitt; S. Sheppard ; C. Porco, F. Bagenal; T. Dowling; W. McKinnon, Jupiter: The Planet, Satellites and Magnetosphere (PDF), Cambridge, Cambridge University Press, 2004, ISBN 0-521-81808-7. URL consultato il 24 marzo 2015 (archiviato dall'url originale il 14 giugno 2007).
- (EN) Linda T. Elkins-Tanton, Jupiter and Saturn, New York, Chelsea House, 2006, ISBN 0-8160-5196-8.